# طاهر محمد حسون المرزوق
المهندس طاهر محمد حسون المرزوق هو سياسي عراقي سابق، ولد في الحلة سنة 1939. كان قياديا في حزب البعث العربي الاشتراكي.
عمل جابيا في ستينات القرن الماضي،
شغل منصب وزير الإسكان والتعمير للفترة من 31 آذار 1988 إلى 23 آذار 1991. وكذلك شغل منصب أمين بغداد.
كما شغل منصب رئاسة اتحاد المقاولين العراقيين للفترة من كانون الثاني 1987 إلى أيار 1988.